# Luis Felipe Fernández-Salvador
Luis Felipe Fernández-Salvador y Campodónico (Guayaquil, 21 de febrero de 1982), VI marqués de Lises, es un explorador y cineasta ítalo-ecuatoriano reconocido por ser el director y productor de la película del 2019, A Son of Man: la maldición del tesoro de Atahualpa, cinta que fue propuesta por Ecuador como candidata al Óscar en la categoría Mejor película de habla no inglesa en la edición 91° de los Premios de la Academia.

## Biografía
Luis Felipe Fernández-Salvador y Campodónico es el último hijo del explorador y expropietario de The Tesalia Springs Company, Andrés Fernández-Salvador y Zaldumbide y de Gabriela Campodónico de Col. Su familia se ha dedicado a la búsqueda del tesoro de Atahualpa por generaciones, razón por la cual su padre lo introdujo desde muy temprano en el mundo de la exploración.  
El 5 de julio de 2024, el rey Felipe VI le concedió el título de marqués de Lises, por renuncia de su predecesor.

### Cine
En 2009, fundó Paracas Independent Films, una productora de cine independiente, con sedes en París, Guayaquil y Los Ángeles; toma su nombre del término quechua Paracas, que significa “lluvia de arena”. Para firmar su trabajo como cineasta utiliza el seudónimo Jamaicanoproblem (estilizado por completo en mayúsculas), identidad artística que nació tras la muerte de su padre y por la necesidad de encontrar un director para la cinta A Son of Man: la maldición del tesoro de Atahualpa. Su intención con el filme fue establecer una firma estética cinematográfica propia del Ecuador.

## Obra
Fernández-Salvador es autor del manifiesto del Realismo Fantástico, una propuesta de género cinematográfico que busca escenificar el mundo real para la reproducción de una experiencia fílmica inmersiva, que toma como punto de origen el Cinéma Vérité y el género Literario Faction.
Se distingue de otros géneros, subgéneros e híbridos de cine porque no usa actores; quienes intervienen en pantalla son personas que guardan algún tipo de relación entre sí, en la vida real. Esta modalidad busca que las reacciones que se vean en el corte final sean lo más genuinas posible. Así mismo, esta propuesta no tiene un guion establecido, en su lugar, los personajes son expuestos a situaciones creadas intencionalmente por el director creativo y sus reacciones son registradas para configurar la trama.

## Películas
- El Cazador (corto), 2013
- Kanyamakan, 2014
- Highway of tears, 2015
- A Son of Man: la maldición del tesoro de Atahualpa, 2019